# Kroatiens distrikter
Kroatiens distrikter eller amter (kroatisk: hrvatske županije) er de administrative underinddelinger på første niveau i Republikken Kroatien. Siden de blev genetableret i 1992, har Kroatien været opdelt i 20 distrikter og hovedstaden Zagreb, som har myndighed og juridisk status som både et amt og en by (adskilt fra det omkringliggende Zagreb distrikt). Fra 2015 er amterne opdelt i 128 byer og 428 (for det meste landlige) kommuner.
Inddelingen har ændret sig over tid siden middelalderens kroatiske stat. De afspejlede territoriale tab og udvidelser; ændringer i den politiske status for Dalmatien, Dubrovnik og Istrien; og politiske omstændigheder, herunder personalunion og den efterfølgende udvikling af forholdet mellem Kongeriget Kroatien-Slavonien og Kongeriget Ungarn.

## Nuværende distrikter
| Distrikt              | Admin.         | Areal (2006) | Indb. (2021) | BNP per capita (2019) | Våben                                        | Koordinater                                   |
| --------------------- | -------------- | ------------ | ------------ | --------------------- | -------------------------------------------- | --------------------------------------------- |
| Bjelovar-Bilogora     | Bjelovar       | 2.640 km²    | 101.879      | €9.132                | Coat of arms of Bjelovar-Bilogora distrikt   | 45°54′10″N 16°50′51″Ø / 45.90278°N 16.84750°Ø |
| Brod-Posavina         | Slavonski Brod | 2.030 km²    | 130.267      | €8.211                | Coat of arms of Brod-Posavina County         | 45°09′27″N 18°01′13″Ø / 45.15750°N 18.02028°Ø |
| Dubrovnik-Neretva     | Dubrovnik      | 1.781 km²    | 115,564      | €14.673               | Coat of arms of Dubrovnik-Neretva County     | 42°39′13″N 18°05′41″Ø / 42.65361°N 18.09472°Ø |
| Istria                | Pazin          | 2.813 km²    | 195.237      | €15.960               | Coat of arms of Istria County                | 45°14′21″N 13°56′19″Ø / 45.23917°N 13.93861°Ø |
| Karlovac              | Karlovac       | 3.626 km²    | 112,195      | €9,510                | Coat of arms of Karlovac County              | 45°29′35″N 15°33′21″Ø / 45.49306°N 15.55583°Ø |
| Koprivnica-Križevci   | Koprivnica     | 1.748 km²    | 101,221      | €10.110               | Coat of arms of Koprivnica-Križevci County   | 46°10′12″N 16°54′33″Ø / 46.17000°N 16.90917°Ø |
| Krapina-Zagorje       | Krapina        | 1.229 km²    | 120,702      | €8.954                | Coat of arms of Krapina-Zagorje County       | 46°7′30″N 15°48′25″Ø / 46.12500°N 15.80694°Ø  |
| Lika-Senj             | Gospić         | 5.353 km²    | 42,748       | €10.725               | Coat of arms of Lika-Senj County             | 44°42′25″N 15°10′27″Ø / 44.70694°N 15.17417°Ø |
| Međimurje             | Čakovec        | 729 km²      | 105,250      | €11.476               | Coat of arms of Međimurje County             | 46°27′58″N 16°24′50″Ø / 46.46611°N 16.41389°Ø |
| Osijek-Baranja        | Osijek         | 4.155 km²    | 258,026      | €10.232               | Coat of arms of Osijek-Baranja County        | 45°38′13″N 18°37′5″Ø / 45.63694°N 18.61806°Ø  |
| Požega-Slavonia       | Požega         | 1.823 km²    | 64,084       | €8.217                | Coat of arms of Požega-Slavonia County       | 45°18′40″N 17°44′24″Ø / 45.31111°N 17.74000°Ø |
| Primorje-Gorski Kotar | Rijeka         | 3.588 km²    | 265,419      | €15.232               | Coat of arms of Primorje-Gorski Kotar County | 45°27′14″N 14°35′38″Ø / 45.45389°N 14.59389°Ø |
| Sisak-Moslavina       | Sisak          | 4.468 km²    | 139,603      | €9,706                | Coat of arms of Sisak-Moslavina County       | 45°13′15″N 16°15′5″Ø / 45.22083°N 16.25139°Ø  |
| Split-Dalmatia        | Split          | 4.540 km²    | 423,407      | €10.759               | Coat of arms of Split-Dalmatia County        | 43°10′0″N 16°30′0″Ø / 43.16667°N 16.50000°Ø   |
| Šibenik-Knin          | Šibenik        | 2.984 km²    | 96,381       | €11.325               | Coat of arms of Šibenik-Knin County          | 43°55′44″N 16°3′43″Ø / 43.92889°N 16.06194°Ø  |
| Varaždin              | Varaždin       | 1.262 km²    | 159,487      | €12.112               | Post-1992 coat of arms of Varaždin County    | 46°19′16″N 16°13′52″Ø / 46.32111°N 16.23111°Ø |
| Virovitica-Podravina  | Virovitica     | 2.024 km²    | 70,368       | €7.869                | Coat of arms of Virovitica-Podravina County  | 45°52′23″N 17°30′18″Ø / 45.87306°N 17.50500°Ø |
| Vukovar-Srijem        | Vukovar        | 2.454 km²    | 143,113      | €8.606                | Coat of arms of Vukovar-Srijem County        | 45°13′43″N 18°55′0″Ø / 45.22861°N 18.91667°Ø  |
| Zadar                 | Zadar          | 3.646 km²    | 159,766      | €11.544               | Coat of arms of Zadar County                 | 44°1′5″N 15°53′42″Ø / 44.01806°N 15.89500°Ø   |
| Zagreb                | Zagreb         | 3.060 km²    | 299,985      | €10.769               | Post-1992 coat of arms of Zagreb County      | 45°44′56″N 15°34′16″Ø / 45.74889°N 15.57111°Ø |
| Byen Zagreb           | Zagreb         | 641 km²      | 767,131      | €23.742               | Coat of arms of the city of Zagreb           | 45°49′0″N 15°59′0″Ø / 45.81667°N 15.98333°Ø   |